# Семенов Володимир Вікторович
Семенов Володимир Вікторович (нар.20 грудня 1977, Київ) — український математик, професор факультету кібернетики Київського національного університету імені Тараса Шевченка.

## Біографія
Володимир Семенов народився 20 грудня 1977 у м. Києві.
У 1995 році закінчив Український фізико-математичний ліцей, по закінченні якого вступив на факультет кібернетики Київського національного університету імені Тараса Шевченка, який закінчив у 2000 році.
У 2002 році захистив кандидатську дисертацію «Моделі і методи узагальненої оптимізації лінійних систем з розподіленими параметрами».
У 2008 році йому було присвоєне звання доцента.
У 2010 році захистив докторську дисертацію «Варіаційні проблеми та узагальнена оптимізація лінійних систем».
З 2012 — професор кафедри обчислювальної математики факультету кібернетики Київського національного університету імені Тараса Шевченка.
У 2013 році йому було присвоєне звання професора.

## Творчий доробок
Основні напрями наукових досліджень:
- варіаційні задачі, теорія оптимального керування
- рівняння в частинних похідних
- нелінійний функціональний аналіз
- наближені алгоритми.

У 2005—2006 роках працював в рамках гранту Президента України для підтримки наукових досліджень молодих учених за проектом «Методи оптимізації некласичних лінійних розподілених систем з узагальненим керуванням», у 2007—2008 роках — за проектом «Моделі і методи оптимізації некласичних лінійних розподілених систем», у 2012 році — за проектом «Методи якісного аналізу та алгоритми для некласичних варіаційних задач», у 2013 році — за проектом «Ефективні алгоритми для нескінченновимірних варіаційних нерівностей та задач оптимального керування», а у 2017 році — за проектом «Розробка та дослідження ефективних методів для варіаційних нерівностей та задач оптимального керування».
Основні публікації:
Монографії:
- Klyushin D.A., Lyashko S.I., Nomirovskii D.A., Petunin Y.I., Semenov V.V. Generalized Solutions of Operator Equations and Extreme Elements. — New York: Springer, 2012.
- Ляшко С. И., Номировский Д. А., Петунин Ю. И., Семенов В. В. Двадцатая проблема Гильберта. Обобщенные решения операторных уравнений. — М.: «Диалектика», 2009.

Вибрані статті:
- Гуляницький А. Л., Семенов В. В. Інтегро-диференціальні системи псевдопараболічного типу: апріорні оцінки та імпульсно-точкова керованість // Доповіді НАН України, 2012. — № 4. — С. 43-49.
- Войтова Т. А., Денисов С. В., Семенов В. В. Альтернуючий проксимальний алгоритм для задачі дворівневої опуклої мінімізації // Доповіді НАН України, 2012. — № 2. — С. 56-62.
- Lyashko S.I., Semenov V.V., Voitova T.A. Low-cost modification of Korpelevich's methods for monotone equilibrium problems[недоступне посилання з листопадаа 2019] // Cybernetics and Systems Analysis, 2011. — Vol. 47, Num. 4. — P. 631—639.
- Денисов С. В., Семенов В. В. Проксимальний алгоритм для дворівневих варіаційних нерівностей: сильна збіжність // Журнал обчислювальної та прикладної математики, № 3 (106). — 2011. — C. 27-32.
- Войтова Т. А., Денисов С. В., Семенов В. В. Сильно збіжний модифікований варіант методу Корпелевич для задач рівноважного програмування // Журнал обчислювальної та прикладної математики, № 1 (104). — 2011. — C. 10-23.
- Семенов В. В. Категорные свойства разрешимости одного класса задач минимизации // Кибернетика и системный анализ, 2011. — № 1. — С. 106—117.
- Семенов В. В. Сильно збіжний алгоритм пошуку нерухомої точки багатозначного фейєрівського оператора // Журнал обчислювальної та прикладної математики, № 4 (103). — 2010. — C. 89-93.
- Ляшко С. И., Семенов В. В. Об одной теореме М. А. Красносельского // Кибернетика и системный анализ, 2010. — № 5. — C. 180—183.
- Войтова Т. А., Семенов В. В. Метод решения двухэтапных операторных включений // Журнал обчислювальної та прикладної математики, № 3 (102). — 2010. — С. 34-39.
- Маліцький Ю. В., Семенов В. В. Нові теореми сильної збіжності проксимального методу для задачі рівноважного програмування // Журнал обчислювальної та прикладної математики, № 3 (102). — 2010. — С. 79-88.
- Семенов В. В. Локально рівномірно опуклі функціонали та одна «патологія» в WCG-просторах без властивості Радона-Нікодима // Журнал обчислювальної та прикладної математики, № 3 (102). — 2010. — С. 115—124.
- Семенов В. В. О сходимости методов решения двухуровневых вариационных неравенств с монотонными операторами // Журнал обчислювальної та прикладної математики, № 2 (101). — 2010. — С. 120—128.
- Ляшко С. І., Семенов В. В. Алгоритми векторної оптимізації лінійних систем з узагальненим керуванням // Доповіді НАН України, 2010. — № 4. — С. 35-41.
- Семенов В. В. О методе параллельной проксимальной декомпозиции для решения задач выпуклой оптимизации // Проблемы управления и информатики, 2010. — № 2. — С. 42-46.
- Semenov V.V. On Solvability of Maximization Problems in Conjugate Spaces // Journal of Automation and Information Sciences, 41 (4), 2009, p. 51-55.
- Семенов В. В. Проекционная теорема для банаховых и локально выпуклых пространств // Кибернетика и системный анализ, 2008. — № 5. — С. 109—116.

## Нагороди
- Лауреат Премії імені Тараса Шевченка Київського національного університету імені Тараса Шевченка (2000)
- Лауреат Премії НАН України для молодих вчених за цикл робіт «Сингулярна оптимізація лінійних розподілених систем» (2001)
- Відзнака НАН України для молодих вчених «Талант, натхнення, праця» (2009)
- Іменна стипендія Верховної Ради України для найталановитіших молодих учених (2011, 2013)
- Лауреат Державної премії України в галузі освіти (2018).